# Sinduria
Sinduria (Hindi: सिन्दुरिया) is een census town in het district Garhwa van de Indiase staat Jharkhand.

## Demografie
Volgens de Indiase volkstelling van 2001 wonen er 5951 mensen in Sinduria, waarvan 54% mannelijk en 46% vrouwelijk is. De plaats heeft een alfabetiseringsgraad van 60%. 